# Semaine rouge (Rouen)
La semaine rouge est le nom donné à la semaine du 30 mai au 5 juin 1944, pendant laquelle ont eu lieu d’importants bombardements stratégiques sur Rouen et son agglomération. Ces bombardements, effectués sur 500 m de part et d’autre de la Seine, avaient pour but de détruire les ponts, les abords de la Seine et désorganiser les Allemands en vue du débarquement allié. Ils devaient empêcher la retraite, le ravitaillement et l'arrivée de renforts. Ces bombardements ont été effectués par des bombardiers anglais et américains et ont fait 400 victimes dans Rouen seule.
Cette semaine a été précédée d'une vague de bombardements le 19 avril 1944 visant la gare de Sotteville qui avait déjà occasionné de nombreuses destructions avec 6 000 bombes larguées faisant 20 000 sinistrés et 814 morts.

## Les événements

### Mardi30 mai 1944
Ce jour, par la quantité de bombes lâchées, est reconnu comme ayant été plus important que le 19 avril. Trois vagues de bombardements ont lieu dans la matinée. Le quartier entre la rue Grand-Pont et la rue Jeanne-d'Arc est touché. Il reçoit des bombes allant de 500 à 2 000 kg. L’hôtel des Douanes, sur le quai du Havre, est à moitié détruit. Les décombres ont enseveli sous le bâtiment plus de 140 personnes venues se réfugier dans les caves. Les bombardements ont gravement touché l'église Saint-Étienne-des-Tonneliers et l'église Saint-Pierre-du-Châtel et, sur la rive gauche, détruit la gare d'Orléans.

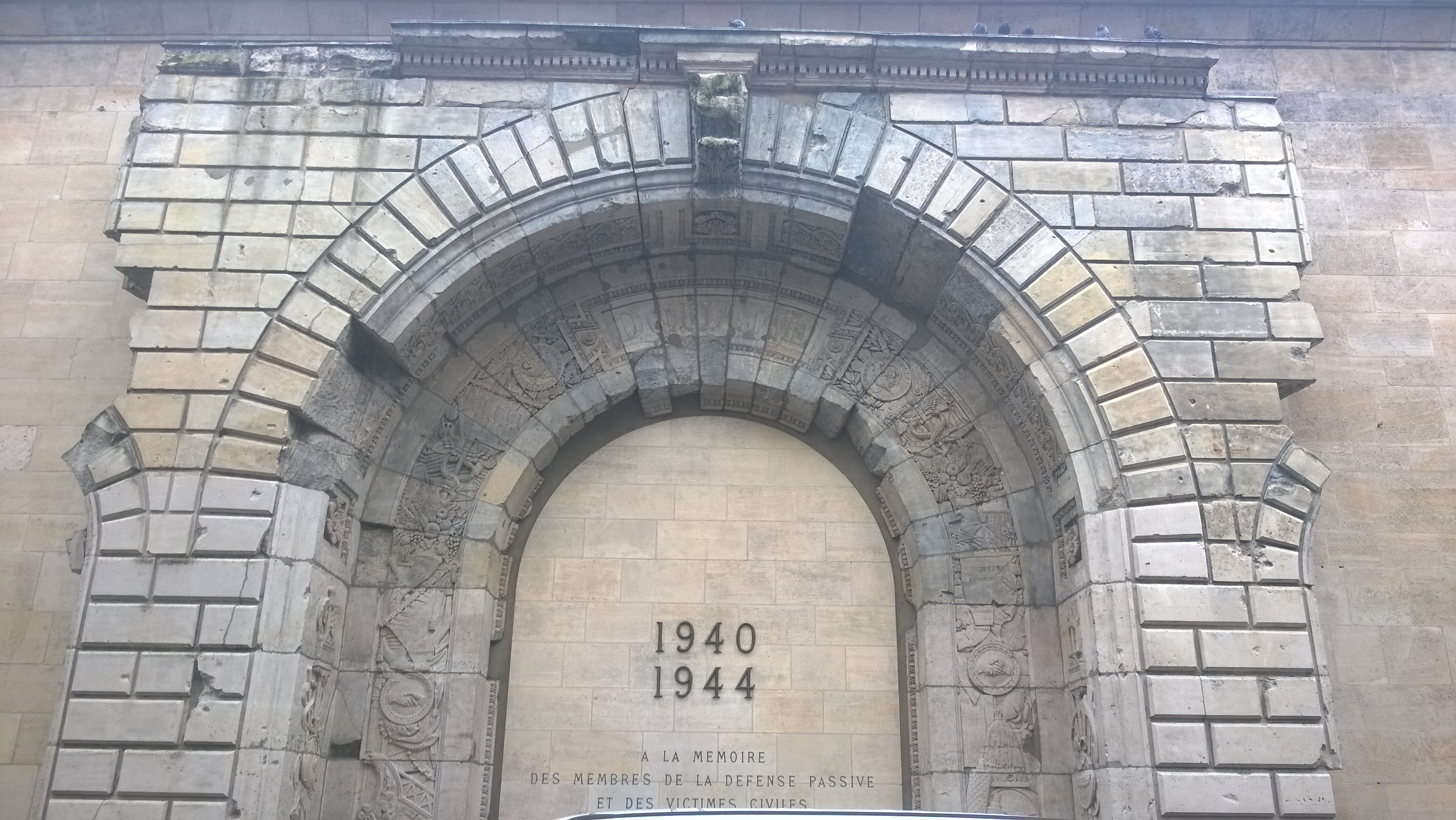
Porte de l'ancien hôtel des Douanes de Rouen apposée contre le pignon ouest de la halle aux Toiles.

### Mercredi31 mai 1944
Trois nouvelles vagues s’abattent sur Rouen en fin de matinée. L’église Saint-Vincent et le quartier environnant sont détruits. Le quartier bombardé la veille est à nouveau touché et la proie des flammes. De nombreux bâtiments sont détruits ce jour :
- le Théâtre des Arts est effondré ;
- les Nouvelles Galeries, rue Grand-Pont, sont détruites ;
- le Palais des Consuls est en flamme ;
- le syndicat d’initiative, où avaient été remontées des façades de plusieurs vieilles maisons rouennaises, est détruit ;
- la synagogue est détruite[5].

### Jeudi1erjuin 1944
Ce 1er juin est un jour de répit apparent. Le feu rue Grand-Pont est maîtrisé, le bureau des Finances est pour sa part protégé.
Sans cause évidente, la tour Saint-Romain de la cathédrale s’enflamme. Le feu se propage dans la cour d’Albane et la cour des Libraires. Vers minuit, le feu est maîtrisé. Toutefois, les cloches ont fondu, parmi lesquelles la cloche Jeanne d’Arc, d’un poids de plus de 20 tonnes, qui s'est écrasée sur le plancher du 1er étage de la tour.

### Vendredi2 juin 1944
En fin de journée, les bombardements recommencent. La fontaine Jeanne-d’Arc, place de la Pucelle, est détruite. Les effondrements des maisons révèlent les murs de l’ancienne église des Cordeliers.

### Dimanche4 juin 1944
Ce jour-là, c'est un autre monument important de la ville qui est touché : l'église Saint-Maclou. Le clocher, qui menace de s'effondrer, est consolidé. Le chœur est quant à lui éventré.

### Après les événements
Dans les jours qui ont suivi, 500 mineurs venus du Nord - Pas-de-Calais ont aidé à secourir les personnes bloquées sous les décombres.